# Mistrovství světa v ledním hokeji 2014 (Divize II)
Mistrovství světa v ledním hokeji 2014 (Divize II) se hrálo od 9. do 15. dubna 2014 v srbském Bělehradě (skupina A) a od 5. do 11. dubna 2014 ve španělské Jace (skupina B). Skupiny A a B nebyly rovnocenné a postupovalo a sestupovalo se mezi nimi.

## Skupina A

### Účastníci
| Tým       | Kvalifikace                                      |
| --------- | ------------------------------------------------ |
| Estonsko  | 6. místo v Divizi I 2013 - Skupina B a sestup    |
| Belgie    | 2. místo v Divizi II 2013 - Skupina A            |
| Island    | 3. místo v Divizi II 2013 - Skupina A            |
| Austrálie | 4. místo v Divizi II 2013 - Skupina A            |
| Srbsko    | Pořadatel, 5. místo v Divizi II 2013 - Skupina A |
| Izrael    | 1. místo v Divizi II 2013 - Skupina B a postup   |

### Tabulka
|  | Jeden tým postupující do skupiny B divize I |
|  | Jeden tým sestupující do skupiny B          |

| Poř | Tým       | Z | V | VP | PP | P | GV | GI | +/- | B  |
| --- | --------- | - | - | -- | -- | - | -- | -- | --- | -- |
| 1.  | Estonsko  | 5 | 5 | 0  | 0  | 0 | 36 | 8  | +28 | 15 |
| 2.  | Island    | 5 | 1 | 3  | 0  | 1 | 18 | 15 | +3  | 9  |
| 3.  | Srbsko    | 5 | 2 | 0  | 1  | 2 | 19 | 23 | -4  | 7  |
| 4.  | Austrálie | 5 | 1 | 0  | 2  | 2 | 13 | 14 | -1  | 5  |
| 5.  | Belgie    | 5 | 1 | 1  | 0  | 3 | 17 | 25 | -8  | 5  |
| 6.  | Izrael    | 5 | 0 | 1  | 2  | 2 | 19 | 37 | -18 | 4  |

## Skupina B

### Účastníci
| Tým         | Kvalifikace                                               |
| ----------- | --------------------------------------------------------- |
| Španělsko   | Pořadatel, 6. místo v Divizi II 2013 - Skupina A a sestup |
| Nový Zéland | 2. místo v Divizi II 2013 - Skupina B                     |
| Mexiko      | 3. místo v Divizi II 2013 - Skupina B                     |
| Čína        | 4. místo v Divizi II 2013 - Skupina B                     |
| Turecko     | 5. místo v Divizi II 2013 - Skupina B                     |
| JAR         | 1. místo v Divizi III 2013 a postup                       |

### Tabulka
|  | Jeden tým postupující do skupiny A  |
|  | Jeden tým sestupující do divize III |

| Poř | Tým         | Z | V | VP | PP | P | GV | GI | +/- | B  |
| --- | ----------- | - | - | -- | -- | - | -- | -- | --- | -- |
| 1.  | Španělsko   | 5 | 5 | 0  | 0  | 0 | 29 | 5  | +24 | 15 |
| 2.  | Mexiko      | 5 | 4 | 0  | 0  | 1 | 23 | 11 | +12 | 12 |
| 3.  | Nový Zéland | 5 | 2 | 1  | 0  | 2 | 15 | 18 | -3  | 8  |
| 4.  | Čína        | 5 | 1 | 0  | 1  | 3 | 14 | 21 | -7  | 4  |
| 5.  | JAR         | 5 | 1 | 0  | 0  | 4 | 8  | 19 | -11 | 3  |
| 6.  | Turecko     | 5 | 1 | 0  | 0  | 4 | 12 | 27 | -15 | 3  |